# دهستان سرا
دهستان سرا نام دهستانی در بخش مرکزی شهرستان سقز، استان کردستان در ایران است. براساس سرشماری مرکز آمار ایران در سال ۱۳۸۵، جمعیت آن ۱۲۴۰۸ نفر (۲۴۹۱ خانوار) بوده‌است.